# 邢貞
邢贞（？—？），河间郡鄚县（今河北省任丘市）人，三国时曹魏官员，封高平侯。

## 生平
曹操被封为魏公建立魏国后，邢贞出任中尉，与卫尉程昱在服饰仪表方面发生冲突，程昱被免职。黄初二年（221年）八月，孙权派遣使者向曹魏称臣。八月丁巳（221年9月23日），曹魏派遣太常邢贞持节前往册拜孙权为大将军，封吴王，加九锡。冬季十一月，邢贞抵达东吴，孙权前往都亭等侯邢贞，邢贞进门不下车，脸上有傲慢的神色。张昭对邢贞说：“没有不恭敬的礼节，也没有不被实行的法令。而你胆敢妄自尊大，难道是认为江南人寡势弱，连用来执法行刑的刀子也没有？”邢贞急忙下车，向东吴群臣表示感谢。东吴中郎将徐盛愤怒不平，环视同僚说说：“我们不能拼出性命为国家兼并许都和洛阳，吞并巴蜀，却使君王与邢贞结盟，难道不感到羞辱吗？”徐盛说着泪流满面。邢贞听到这些话，对随从说：“江东有这样的将相，不会甘心久居人下。”